# Ironman Canada
Der Ironman Canada war der Name zweier Triathlon-Wettkämpfe über die Ironman-Distanz in British Columbia. Seit 2013 bezeichnet dies einen von der World Triathlon Corporation (WTC), in Whistler veranstalteten Triathlon, der seit 2014 Bestandteil der Ironman Western Canada Series ist. Zuvor wurde dieser Name von 1986 bis 2012 durch Kanadas ältesten Langdistanz-Triathlon rund 500 km weiter östlich in Penticton, der 1983 erstmals ausgetragen wurde und seit 2013 unter dem Namen Challenge Penticton veranstaltet wird, genutzt. Von 2020 bis 2024 fand er weiter in Penticton statt.

## Organisation
Zur Geschichte des Ironman Canada in Penticton siehe auch: Challenge Penticton
Von 1983 bis 1985 zunächst als „Canadian Ultra Distance Triathlon“ in Penticton ausgetragen, wurde dieser Wettbewerb 1986 dritter Qualifikationswettkampf außerhalb der USA (nach Auckland und Lake Biwa) für den Ironman Hawaii. Die Strecke galt als eine der schönsten aller offizieller Ironman-Qualifikationsrennen, sämtliche Startplätze wurden in den 2000er-Jahren bereits am Tag nach der Veranstaltung vor Ort vergeben, so dass es gar keine Möglichkeit zu einer Online-Anmeldung gab.
Veranstalter des Triathlons war seit 1996 der Kanadier Graham Fraser mit seiner Firma North American Sports (NA Sports), zur Nutzung des Markenzeichens Ironman zahlte er Lizenzgebühren an deren Rechteinhaber WTC. Nachdem die WTC 2008 durch ein Private-Equity-Unternehmen übernommen worden war, verkaufte Fraser Anfang 2009 den US-amerikanischen Teil von North American Sports (NA Sports) an die WTC. Im Mai 2012 verkaufte Fraser auch den Ironman Canada an die WTC, wobei sein Vertrag mit der Stadt Penticton ein außerordentliches Kündigungsrecht im Falle einer Veräußerung an Dritte vorsah. Die Stadt Penticton entschied nach einer Reihe von Präsentation der WTC sowie des Challenge Family, den Vertrag mit NA Sports nicht mit der WTC fortzuführen. Die Veranstaltung wird seit 2013 als Partner des Challenge Roth weiter unter dem Namen Challenge Penticton ausgerichtet.
Die WTC initiierte nach der Absage durch die Stadt Penticton einen Verdrängungswettbewerb, in dem es im flächenmäßig zweitgrößten Staat der Erde einen neuen Wettkampf – diesmal selbst organisiert – im rund 500 km entfernten Whistler aufbaute. Zwischenzeitlich war sogar eine Ausrichtung 60 km nördlich von Penticton im Gespräch. Der neue Austragungsort Whistler, der bei den Olympischen Winterspielen 2010 u. a. Austragungsort der Wettkämpfe in Ski Alpin, Skilanglauf, Biathlon und Skispringen gewesen war, erforderte zwar eine komplette Neuplanung der Wettkampfstrecken und Infrastruktur sowie eine Neu-Rekrutierung der Freiwilligenarbeit, deren Zahl in Penticton rund 4000 betrug. Dies bot aber für die Athleten außerhalb der Region den Vorteil, näher am Vancouver International Airport gelegen zu sein, der stärker frequentiert ist als der Flughafen in der Nähe von Penticton.
Während die WTC Fraser für Penticton 2012 nur 50 Qualifikationsplätze für den Ironman Hawaii zur Verfügung gestellt hatte, bot sie dann in Whistler 2013 einhundert Qualifikationsplätze an. Mitte August 2012 war für den Challenge Penticton das Veranstaltungsdatum sowie das Preisgeld in Höhe von 61.500 US-Dollar für 2013 bekanntgegeben worden. Die WTC gab sechs Wochen später bekannt, ihre neue Veranstaltung in Whistler am exakt gleichen Datum 2013 auszurichten sowie das Preisgeld von zuvor 25.000 US-Dollar in Penticton auf 75.000 US-Dollar anzuheben. Obwohl die WTC gleichzeitig die Teilnahmegebühren für die Athleten von zuvor 675 US-Dollar für Penticton 2012 auf 625 kanadische Dollar für Whistler 2013 reduzierte (der Umrechnungskurs US-Dollar zu kanadischem Dollar lag im November 2012 bei ca. 1:1), sanken die Teilnehmerzahlen deutlich gegenüber früheren Jahren.
In Penticton waren Startplätze in den Jahren zuvor häufig ausschließlich am Tag nach der Veranstaltung verfügbar gewesen, soweit Restkontingente online noch buchbar waren, waren diese innerhalb weniger Minuten vergeben. Die Rekordbeteiligung in Penticton war 2011 mit 3226 Athleten gewesen. 2013 lag die Teilnehmerzahl in Whistler mit 2171 Athleten um rund ein Drittel niedriger. 2014 wurde die Zahl der Qualifikationsplätze für Hawaii trotzdem wieder auf fünfzig reduziert, das Preisgeld blieb bei 75.000 US-Dollar. Die Teilnehmerzahl sank erneut um 12 % auf dann 1909 Athleten.
Im Mai 2014 kaufte die WTC Lifesport Properties Inc, Veranstalter der Subaru Western Triathlon Series im westlichen Kanada und baute hieraus die Ironman Western Canada Series mit Triathlon-Wettkämpfen in Shawnigan Lake, Vancouver, Victoria (alle British Columbia), Saskatoon (Saskatchewan) und Banff (Alberta) sowie dem Ironman Canada als Höhepunkt auf. 2014 hatte der CEO des Veranstalters WTC, Andrew Messick, sich im amerikanischen Triathlonforum slowtwitch.com enttäuscht gezeigt, dass beim Ironman Canada weniger Profi-Triathleten teilnahmen, als Preisgeldplätze zur Verfügung standen. Trotzdem wurde 2015 das Preisgeld um weitere 25.000 US-Dollar auf 100.000 US-Dollar angehoben.
2016 wurde die Zahl der Qualifikationsplätze für Hawaii auf 40 reduziert. Preisgeld wurde 2016 in Whistler nur noch für männliche Profi-Triathleten (insgesamt 50.000 US-Dollar) gezahlt, während der Ironman Lake Placid weiblichen Profi-Triathleten vorbehalten ist. Bei den Frauen waren bei der Austragung im Juli 2016 keine Profis am Start und 2017 fanden sich bei den Männern keine Profis am Start.
2018 wurde die Raddistanz auf geänderter Strecke und einem dreimal zu durchfahrenden Rundkurs ausgetragen. Für 2020 wurde die Austragung wieder nach Penticton verlegt – eine geplante Austragung 2020 und 2021 musste aber im Rahmen der Covid-19-Pandemie abgesagt werden. Die letzte Austragung war hier am 25. August 2024 – das Rennen wurde ohne die Schwimmdistanz ausgetragen.
Am 3. August 2025 soll das Rennen in Ottawa ausgetragen werden.

### Streckenverlauf

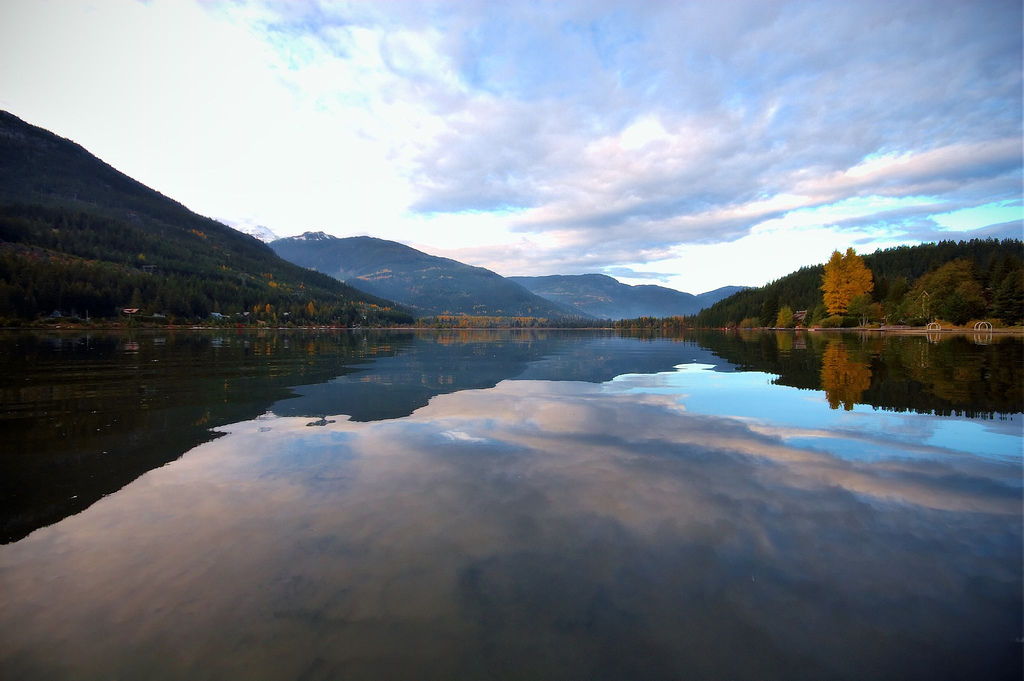
Alta See im Oktober 2007, Blick Richtung Norden von der Mitte des Sees, zur Rechten liegt Whistler

- Schwimmen

Die 3,86 km (2,4 Meilen) lange Schwimmdistanz erstreckt sich über zwei Runden im Alta See. Der Start erfolgt als Landstart, wobei zunächst die männlichen Profis (weibliche sind 2016 nicht zugelassen) ihr Rennen beginnen. Für die Amateure findet ein rollierender Start statt. Die Teilnehmer erhalten jeweils in Gruppen von einem halben Dutzend Athleten gleichzeitig die Startfreigabe, die individuelle Wettkampfzeit wird mittels Transpondern und zu überlaufender Zeitnahmematten gemessen. Vorteil dieser Maßnahme ist, dass hierdurch die Teilnehmer frühzeitig entzerrt werden und so Pulkbildung auf der Radstrecke vermieden wird. Nachteil ist, dass aus der Reihenfolge des Zieleinlaufs nicht auf die Reihenfolge in der Wertung geschlossen werden kann.
- Radfahren

Danach folgt die 180,2 km (112 Meilen) lange Radstrecke, die sich über eine einmal zu durchfahrende Wendepunktstrecke mit zwei Wendepunkten erstreckt. Zunächst von der ersten Wechselzone am Alta See über den Sea-to-Sky Highway in das Callaghan Valley, von dort auf der gleichen Strecke wieder zurück und weiter Richtung Pemberton, dort erneut über den Sea-to-Sky Highway zurück Richtung Whistler zur zweiten Wechselzone.
- Laufen

Zuletzt geht es auf die 42,195 km (26,2 Meilen) lange Marathonstrecke. Sie führt über den Valley Trail rund um den Lost Lake und dann als Wendepunktstrecke bis zum Green Lake und ist zweimal zu durchlaufen. Das Ziel befindet sich an der zweiten Wechselzone.

## Siegerliste

### Ironman Canada in Whistler
Die Streckenrekorde in Whistler halten Marino Vanhoenacker seit 2014 mit 8:16:10 h und Linsey Corbin seit 2017 in 9:17:12 h.
| Datum/Jahr    | Erster Platz             | Zweiter Platz   | Dritter Platz  |
| ------------- | ------------------------ | --------------- | -------------- |
| 28. Juli 2019 | Raynard Picard           | James Curran    | Reid Foster    |
| 29. Juli 2018 | Brent McMahon            | Jeff Symonds    | Matt Russell   |
| 30. Juli 2017 | Dylan Gleeson            | Martin Caron    | Joshua Randall |
| 24. Juli 2016 | Andy Potts               | Pedro Gomes     | Trevor Wurtele |
| 26. Juli 2015 | Wiktor Sjemzew           | Kyle Buckingham | Justin Daerr   |
| 27. Juli 2014 | Marino Vanhoenacker (SR) | Jeff Symonds    | Paul Ambrose   |
| 25. Aug. 2013 | Trevor Wurtele           | Matt Russell    | Paul Amey      |

| Jahr | Erster Platz       | Zweiter Platz       | Dritter Platz     |
| ---- | ------------------ | ------------------- | ----------------- |
| 2019 | Heather Wurtele    | Jen Annett          | Kelsey Withrow    |
| 2018 | Alisa MacDonald    | Meghan Faulkenberry | Erin Crum         |
| 2017 | Linsey Corbin (SR) | Jen Annett          | Rachel McBride    |
| 2016 | Steph Corker       | Michelle Andres     | Christine Scott   |
| 2015 | Danielle Mack      | Melanie McQuaid     | Jen Annett        |
| 2014 | Bree Wee           | Karen Thibodeau     | Mackenzie Madison |
| 2013 | Uli Brömme         | Lisa Ribes          | Gillian Moody     |

(SR: Streckenrekord)

### Ironman Canada in Penticton
Die Streckenrekorde in Penticton halten Thomas Hellriegel seit 1996 mit 8:09:53 h und Mary Beth Ellis seit 2011 in 9:03:13 h.
| Datum/Jahr    | Männer                 | Männer           | Männer              | Frauen               | Frauen            | Frauen             |
| Datum/Jahr    | Erster Platz           | Zweiter Platz    | Dritter Platz       | Erster Platz         | Zweiter Platz     | Dritter Platz      |
| ------------- | ---------------------- | ---------------- | ------------------- | -------------------- | ----------------- | ------------------ |
| 25. Aug. 2024 | Lionel Sanders         | Sam Appleton     | Jason Pohl          | Sarah True           | Jodie Robertson   | Deborah Eckhouse   |
| 28. Aug. 2022 | Jeff Symonds           | Cory Mayfield    | Jameson Plewes      | Jessica Cullen       | Christina Charles | Cailla Patterson   |
| 26. Aug. 2012 | Matthew Russell        | Olly Piggin      | Christian Brader    | Kendra Lee           | Gillian Clayton   | Karen Thibodeau    |
| 28. Aug. 2011 | Jordan Rapp -2-        | Torsten Abel     | Bert Jammaer        | Mary Beth Ellis (SR) | Kim Loeffler      | Meredith Kessler   |
| 29. Aug. 2010 | Viktor Zyemtsev        | Christian Brader | Stephan Vuckovic    | Meredith Kessler     | Heather Wurtele   | Mackenzie Madison  |
| 30. Aug. 2009 | Jordan Rapp            | Mike Aigroz      | Courtney Ogden      | Tereza Macel         | Belinda Granger   | Janelle Morrison   |
| 24. Aug. 2008 | Bryan Rhodes           | Bernhard Hiebl   | Jasper Blake        | Belinda Granger -2-  | Alison Fitch      | Heather Wurtele    |
| 26. Aug. 2007 | Kieran Doe             | Jonathan Caron   | Chris Brown         | Lisa Bentley -3-     | Sara Gross        | Heather Fuhr       |
| 27. Aug. 2006 | Jasper Blake           | Courtney Ogden   | Gordo Byrn          | Belinda Granger      | Lisa Bentley      | Lori-Lynn Leach    |
| 28. Aug. 2005 | Chris Lieto            | Stephan Vuckovic | Nigel Gray          | Karen Holloway       | Paolina Allan     | Christine Fletcher |
| 29. Aug. 2004 | Tom Evans              | Gordo Byrn       | Olaf Sabatschus     | Lisa Bentley -2-     | Joanna Zeiger     | Gillian Bakker     |
| 24. Aug. 2003 | Raynard Tissink        | Tom Evans        | Gordo Byrn          | Lisa Bentley         | Gillian Bakker    | Andrea Fisher      |
| 25. Aug. 2002 | Garrett MacFayden      | Jasper Blake     | Stefan Holzner      | Lori Bowden -5-      | Lisa Bentley      | Mary Uhl           |
| 26. Aug. 2001 | Peter Reid -2-         | Olivier Bernhard | Matthias Klumpp     | Gillian Bakker       | Wenke Kujala      | Esther Wolsey      |
| 27. Aug. 2000 | Peter Reid             | Stefan Holzner   | Shingo Tani         | Lori Bowden -4-      | Laura Drake       | Lori-Lynn Leach    |
| 29. Aug. 1999 | Chuckie Veylupek       | Shingo Tani      | Bryan Rhodes        | Lori Bowden -3-      | Lori-Lynn Leach   | Lee Dipietro       |
| 30. Aug. 1998 | Cristián Bustos        | Chuckie Veylupek | Joachim Weinbrenner | Lori Bowden -2-      | Jacquie Lewis     | Fiona McKee        |
| 24. Aug. 1997 | Noel Harrington        | Mark Bates       | Steffen Hartig      | Lori Bowden          | Melissa Spooner   | Jan Wanklyn        |
| 25. Aug. 1996 | Thomas Hellriegel (SR) | Peter Reid       | Ken Glah            | Paula Newby-Fraser   | Jan Wanklyn       | Holly Nybo         |
| 27. Aug. 1995 | Michael McCormack -2-  | Steffen Hartig   | Teemu Vesala        | Holly Nybo           | Lynne McAllister  | Claudia Kretschman |
| 28. Aug. 1994 | Teemu Vesala           | Scott Tinley     |                     | Lydia Sommerfeld     | Lynne McAllister  |                    |
| 29. Aug. 1993 | Ken Glah               | Lothar Leder     | Paul White          | Paula Johnson -2-    |                   |                    |
| 1992          | Scott Tinley           |                  |                     | JulieAnne White      |                   |                    |
| 1991          | Michael McCormack      |                  |                     | Erin Baker -2-       | JulieAnne White   | Jan Wanklyn        |
| 1990          | Ray Browning -3-       |                  |                     | Erin Baker           |                   |                    |
| 1989          | Ray Browning -2-       |                  |                     | JulieAnne White      |                   |                    |
| 1988          | Ray Browning           |                  |                     | Paula Johnson        |                   |                    |
| 1987          | Dave Kirk              |                  |                     | Julia Deck           | JulieAnne White   |                    |
| 1986          | Dave Kirk              |                  |                     | Tracey Bell Kelly    |                   |                    |

### Ironman Canada in Ottawa
| Datum/Jahr   | Männer       | Männer        | Männer        | Frauen       | Frauen        | Frauen        |
| Datum/Jahr   | Erster Platz | Zweiter Platz | Dritter Platz | Erster Platz | Zweiter Platz | Dritter Platz |
| ------------ | ------------ | ------------- | ------------- | ------------ | ------------- | ------------- |
| 3. Aug. 2025 |              |               |               |              |               |               |

(SR: Streckenrekord)
Ergebnisse „Canadian Ultra Distance Triathlon“ vor 1986 siehe Challenge Penticton.